# Aellopos ceculus
Aellopos ceculus är en fjärilsart som beskrevs av Pieter Cramer 1777. Aellopos ceculus ingår i släktet Aellopos och familjen svärmare. Inga underarter finns listade i Catalogue of Life.

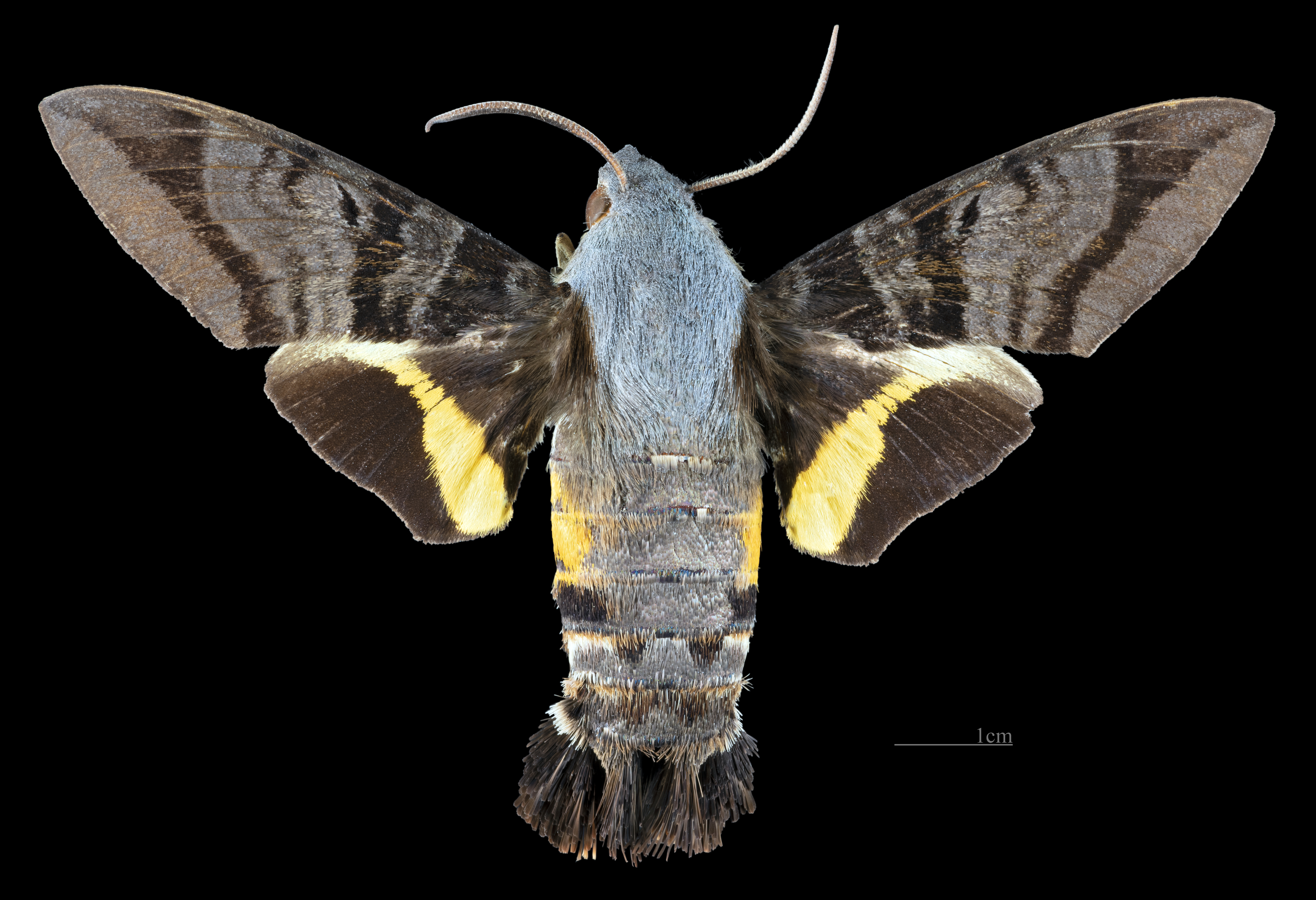
Aellopos ceculus ♂
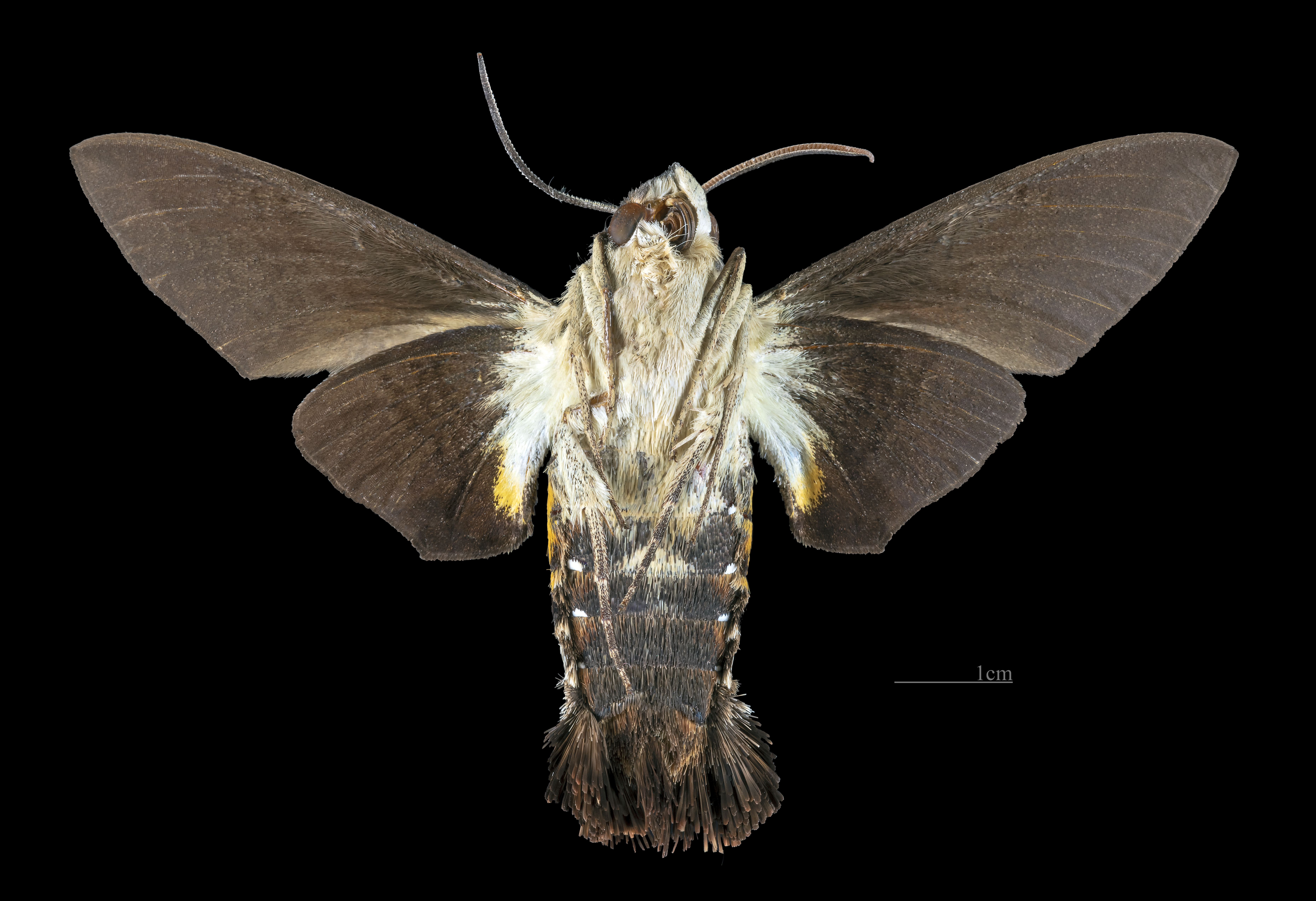
Aellopos ceculus ♂  △
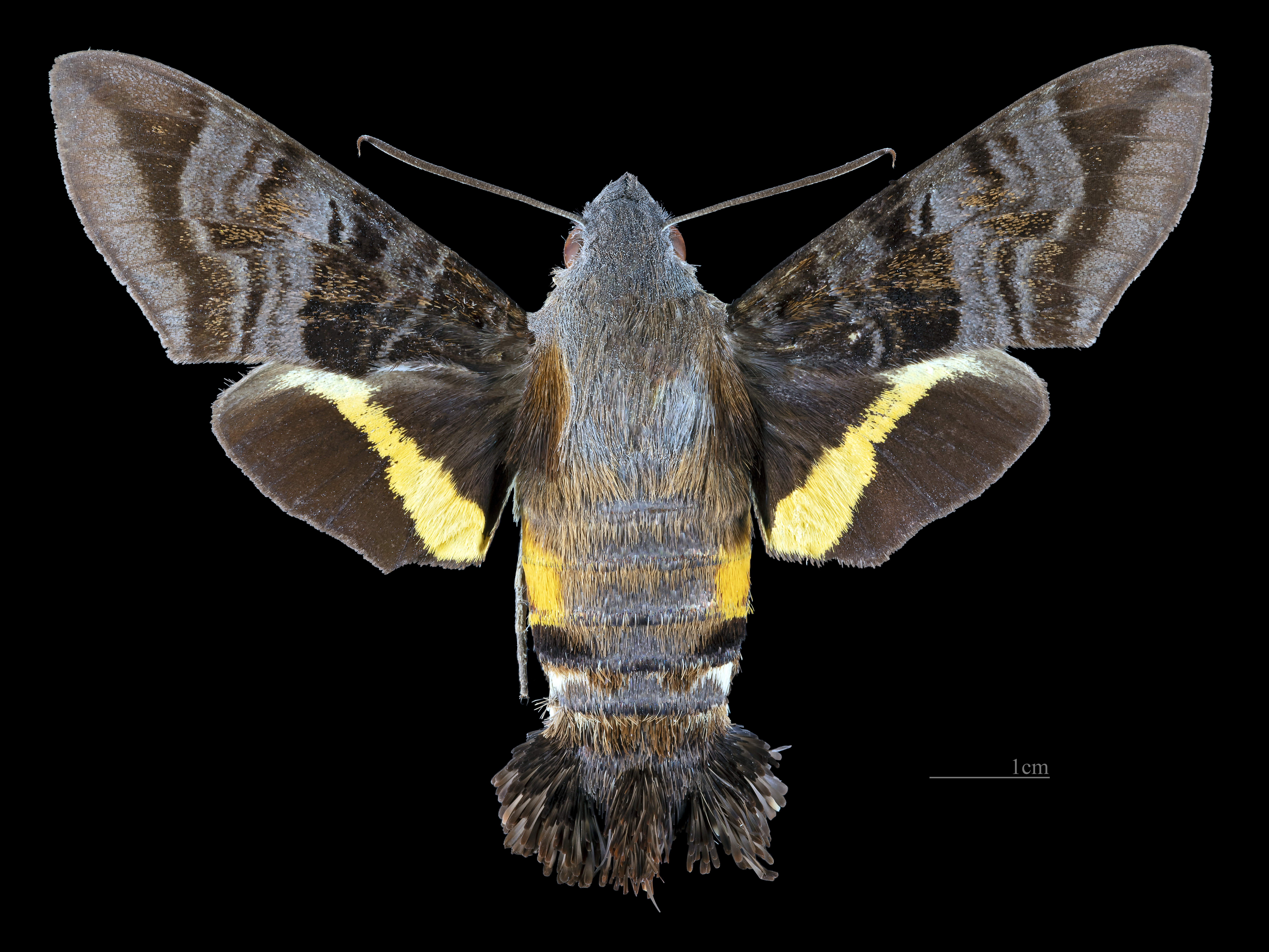
Aellopos ceculus ♀
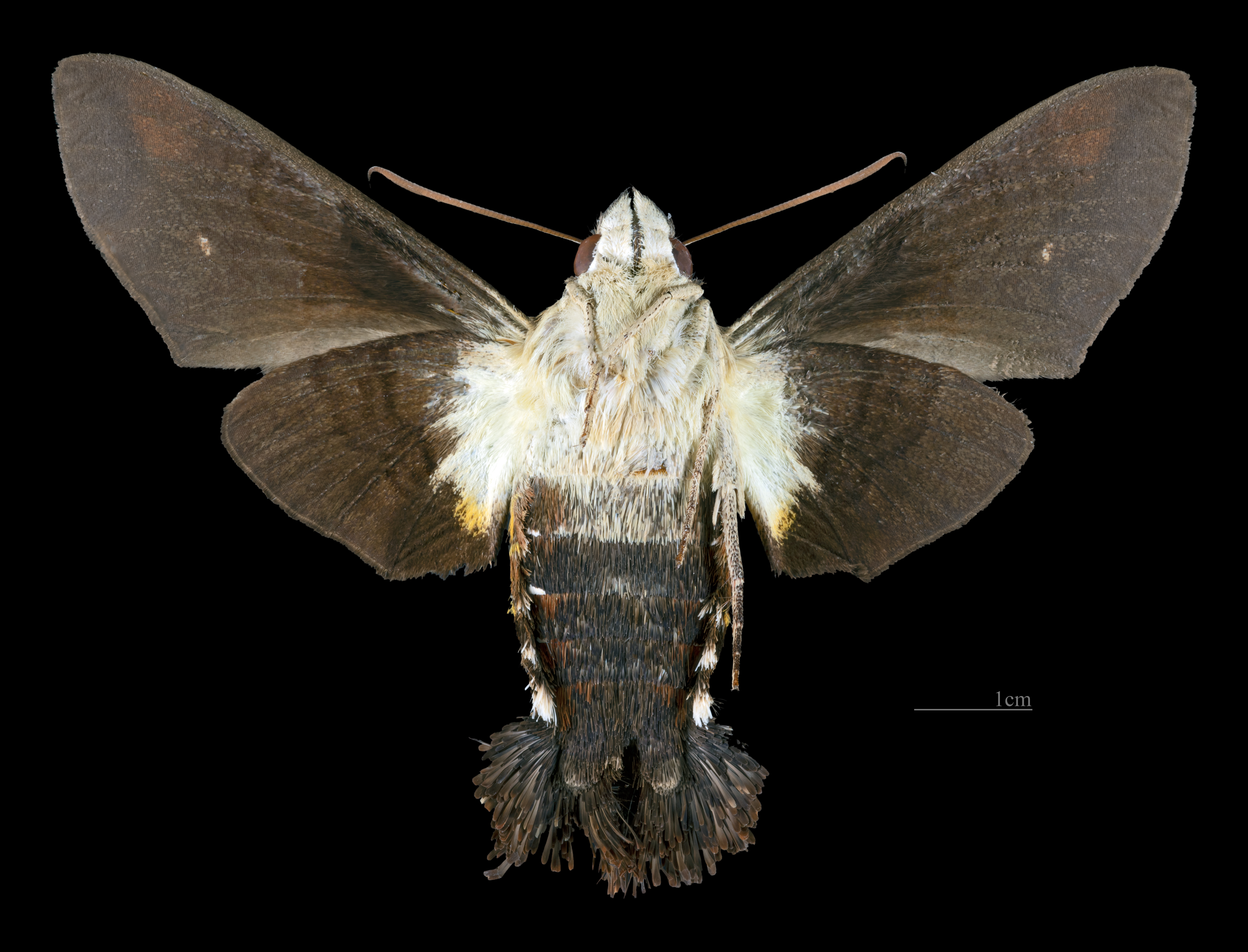
Aellopos ceculus  ♀ △

## Bildgalleri

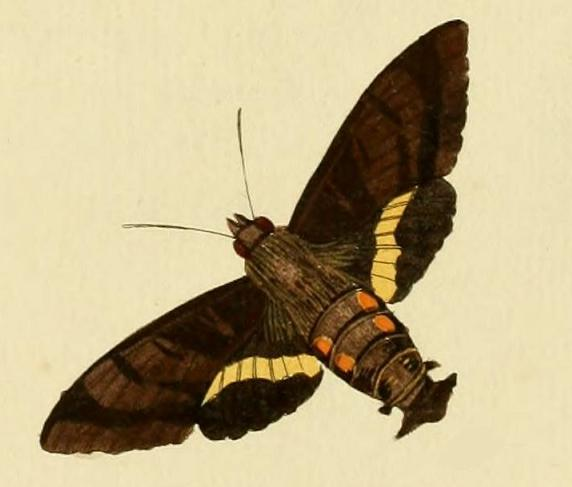
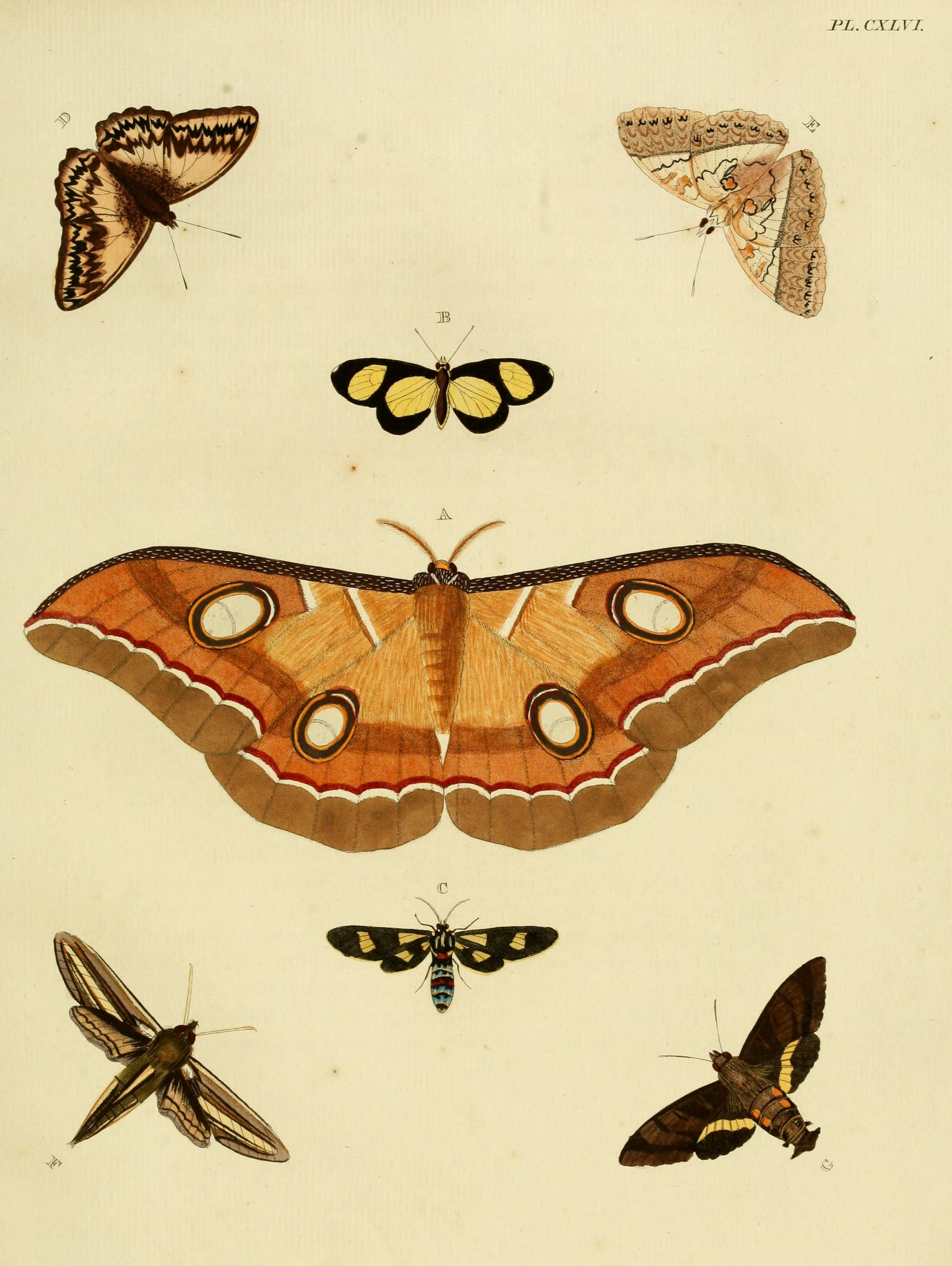
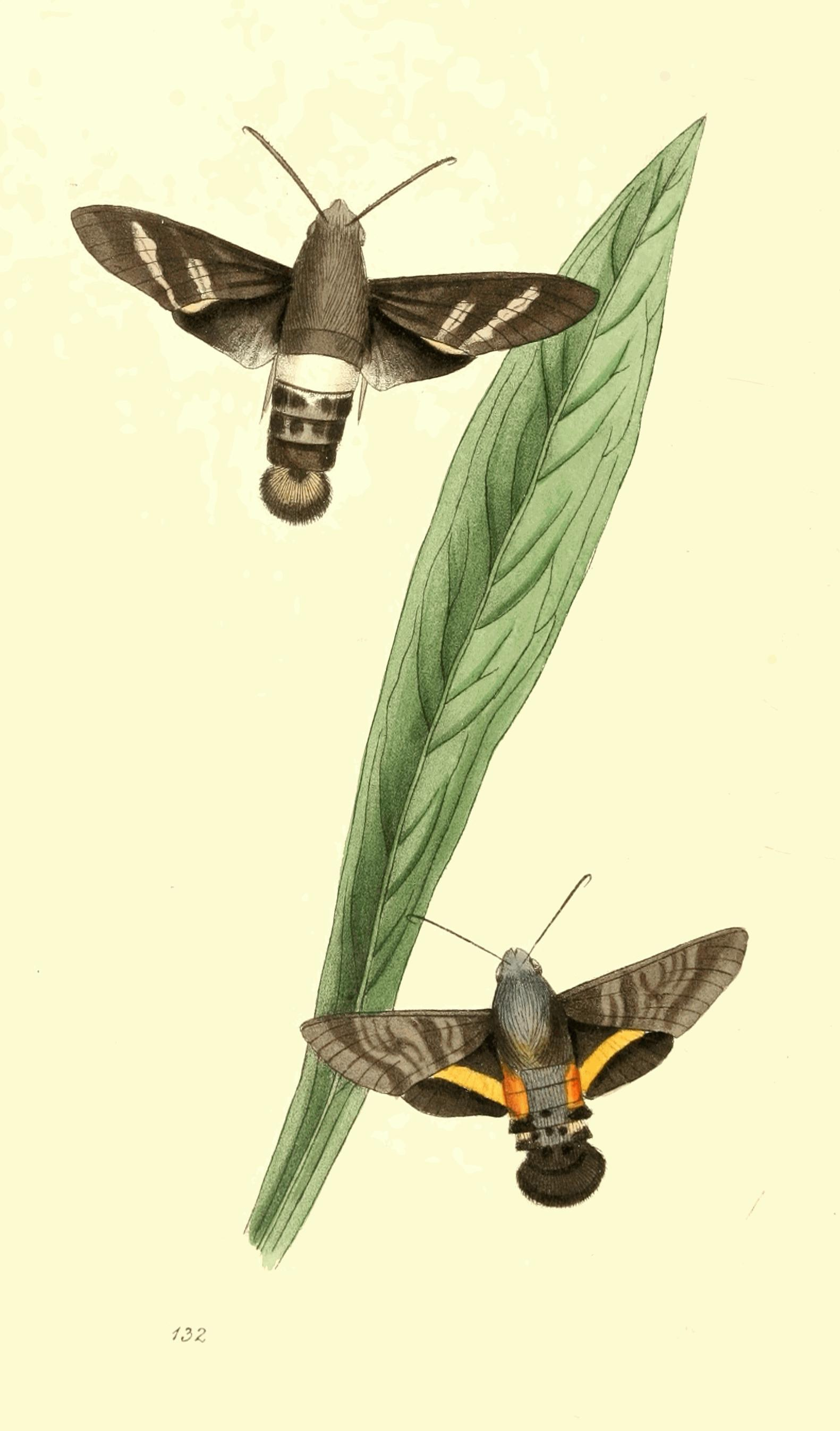